# 石川光尚
石川 光尚（いしかわ みつなお）は、江戸時代の武士。仙台藩一門筆頭・角田石川家第11代（陸奥石川氏第35代）当主。

## 生涯
明和5年（1769年）11月29日、角田石川家第10代当主・石川村任の次男として生まれる。幼名は深力。
寛政11年（1799年）元服して光尚と名乗る。享和元年（1801年）8月、石川俊明（9代村文庶兄）一味が引き起こしたお家騒動の責めを負って父村任が隠居したため、家督を相続し角田邑主となる。
文化元年（1804年）2月27日、天然痘のため死去。享年16。家督は弟の左源太（宗光）が相続した。